# Psorotheciopsis
Psorotheciopsis är ett släkte av lavar. Psorotheciopsis ingår i familjen Gomphillaceae, ordningen Ostropales, klassen Lecanoromycetes, divisionen sporsäcksvampar och riket svampar.
|                 | Gyalectidium                                    |
|                 |                                                 |
|                 | Gyalideopsis                                    |
|                 |                                                 |
|                 | Gyalidea                                        |
|                 |                                                 |
|                 | Aderkomyces                                     |
|                 |                                                 |
|                 | Jamesiella                                      |
|                 |                                                 |
|                 | Asterothyrium                                   |
|                 |                                                 |
|                 | Diploschistella                                 |
|                 |                                                 |
| Psorotheciopsis | \| \| Psorotheciopsis guajalitensis \| \| \| \| |
|                 | \| \| Psorotheciopsis guajalitensis \| \| \| \| |
|                 | Phyllogyalidea                                  |
|                 |                                                 |
|                 | Sagiolechia                                     |
|                 |                                                 |
|                 | Calenia                                         |
|                 |                                                 |
|                 | Psorotheciopsis guajalitensis                   |
|                 |                                                 |

|  | Psorotheciopsis guajalitensis |
|  |                               |